# Glacières de Versailles
Les glacières de Versailles sont de petites constructions, situées sur le domaine du château de Versailles, servant à stocker la glace afin de permettre une conservation au frais des aliments. 

## Description
Les premières sont construites sous le règne de Louis XIII et Louis XIV en possède ensuite treize dans le parc : près des moulins de Clagny, au Potager, près de la Ménagerie, à Trianon et dans le quartier du Parc-aux-cerfs, dans Versailles même. De nos jours, il en reste trois : deux, circulaires, sont situées sur le domaine du Petit Trianon et une à Satory.
On dépose, dans ces gigantesques puits d'une à trois dizaines de mètres de profondeur, la glace prélevée en hiver dans les pièces d'eau alentour, qui sert ensuite à rafraîchir les boissons, réaliser les sorbets ou lutter contre la fièvre. Des ouvriers journaliers sont alors embauchés afin de casser la glace du Grand Canal ou de la pièce d'eau des Suisses à l'aide de haches, de cognées, de maillets ou de crocs. Après avoir garni les parois de paille, on jette la glace par couches entre lesquelles on verse de l'eau qui se congèle instantanément. Pour maintenir la glace, on la recouvre de planches alourdies par des pierres.
Les glacières de Trianon, souterraines et condamnées par un système de double porte, sont installées par Louis XIV en 1686 et fonctionnent jusqu'en 1909.